# Grande Prêmio da França de 1959
Resultados do Grande Prêmio da França de Fórmula 1 realizado em Reims-Gueux em 5 de julho de 1959. Foi a quarta etapa da temporada e nela o vencedor foi o britânico Tony Brooks.

## Classificação da prova
| Pos. | Nº | Piloto                  | Construtor      | Voltas | Tempo/Diferença   | Grid | Pontos |
| ---- | -- | ----------------------- | --------------- | ------ | ----------------- | ---- | ------ |
| 1    | 24 | Tony Brooks             | Ferrari         | 50     | 2:01:26.5         | 1    | 8      |
| 2    | 26 | Phil Hill               | Ferrari         | 50     | + 27.5            | 3    | 6      |
| 3    | 8  | Jack Brabham            | Cooper-Climax   | 50     | + 1:37.7          | 2    | 4      |
| 4    | 22 | Olivier Gendebien       | Ferrari         | 50     | + 1:47.5          | 11   | 3      |
| 5    | 12 | Bruce McLaren           | Cooper-Climax   | 50     | + 1:47.7          | 10   | 2      |
| 6    | 44 | Ron Flockhart           | BRM             | 50     | + 2:05.7          | 13   |        |
| 7    | 6  | Harry Schell            | BRM             | 47     | + 3 voltas        | 9    |        |
| 8    | 40 | Giorgio Scarlatti       | Maserati        | 41     | + 9 voltas        | 21   |        |
| 9    | 42 | Carel Godin de Beaufort | Maserati        | 40     | + 10 voltas       | 20   |        |
| 10   | 38 | Fritz d'Orey            | Maserati        | 40     | + 10 voltas       | 18   |        |
| 11   | 14 | Maurice Trintignant     | Cooper-Climax   | 36     | + 14 voltas       | 8    |        |
| Ret  | 30 | Jean Behra              | Ferrari         | 31     | Motor             | 5    |        |
| Ret  | 16 | Roy Salvadori           | Cooper-Maserati | 20     | Motor             | 16   |        |
| Ret  | 28 | Dan Gurney              | Ferrari         | 19     | Radiador          | 12   |        |
| Ret  | 34 | Innes Ireland           | Lotus-Climax    | 14     | Roda              | 15   |        |
| Ret  | 18 | Ian Burgess             | Cooper-Maserati | 13     | Motor             | 19   |        |
| Ret  | 10 | Masten Gregory          | Cooper-Climax   | 8      | Cansaço físico    | 7    |        |
| Ret  | 32 | Graham Hill             | Lotus-Climax    | 7      | Radiador          | 14   |        |
| Ret  | 20 | Colin Davis             | Cooper-Maserati | 7      | Vazamento de óleo | 17   |        |
| Ret  | 4  | Jo Bonnier              | BRM             | 6      | Motor             | 6    |        |
| DSQ  | 2  | Stirling Moss           | BRM             | 42     | Desclassificado   | 4    | 1      |
| DNS  | 36 | Asdrúbal Fontes Bayardo | Maserati        |        |                   |      |        |

## Tabela do campeonato após a corrida
|   | Pos. | Piloto         | Pontos |
| - | ---- | -------------- | ------ |
|   | 1    | Jack Brabham   | 19     |
| 2 | 2    | Tony Brooks    | 14     |
| 6 | 3    | Phil Hill      | 9      |
| 2 | 4    | Joakim Bonnier | 8      |
| 2 | 5    | Rodger Ward    | 8      |

|   | Pos. | Construtor    | Pontos |
| - | ---- | ------------- | ------ |
|   | 1    | Cooper-Climax | 18     |
| 1 | 2    | Ferrari       | 16     |
| 1 | 3    | BRM           | 8      |
|   | 4    | Lotus-Climax  | 3      |

- Nota: Somente as primeiras cinco posições estão listadas. Apenas os cinco melhores resultados, dentre pilotos ou equipes, eram computados visando o título. Neste ponto esclarecemos: na tabela dos construtores figurava somente o melhor resultado dentre os carros de um mesmo time.